# Auto Moto
Auto Moto. Magazyn Zmotoryzowanych – czasopismo motoryzacyjne, miesięcznik wydawany w latach 2002–2023 przez Wydawnictwo Bauer. Objętość około 100 stron. 
Redakcja miesięcznika wraz z redakcją tygodnika Motor organizowały plebiscyt „Auto Lider”, w którym czytelnicy i internauci głosowali na najciekawsze produkty motoryzacyjne.